# Mellan Orrtjärnen
Mellan Orrtjärnen är en sjö i Skellefteå kommun i Västerbotten och ingår i Byskeälvens huvudavrinningsområde. Sjön har en area på 0,0768 kvadratkilometer och ligger 322 meter över havet. Mellan Orrtjärnen ligger i Byskeälven Natura 2000-område. Sjön avvattnas av vattendraget Sälgträskbäcken.

## Delavrinningsområde
Mellan Orrtjärnen ingår i det delavrinningsområde (724788-171262) som SMHI kallar för Mynnar i Byskeälvens vattendragsyta. Medelhöjden är 306 meter över havet och ytan är 36,42 kvadratkilometer. Det finns inga avrinningsområden uppströms utan avrinningsområdet är högsta punkten. Sälgträskbäcken som avvattnar avrinningsområdet har biflödesordning 2, vilket innebär att vattnet flödar genom totalt 2 vattendrag innan det når havet efter 71 kilometer. Avrinningsområdet består mestadels av skog (81 procent) och sankmarker (17 procent). Avrinningsområdet har 0,25 kvadratkilometer vattenytor vilket ger det en sjöprocent på 0,7 procent.